# Steatoda minima
Steatoda minima là một loài nhện trong họ Theridiidae.
Loài này thuộc chi Steatoda. Steatoda minima được J. Denis miêu tả năm 1955.